# Eremotylus
Eremotylus is een geslacht van wantsen uit de familie van de Miridae (Blindwantsen). Het geslacht werd voor het eerst wetenschappelijk beschreven door Schuh & Schwartz in 2016.

## Soorten
Het genus bevat de volgende soorten:

- Eremotylus betoota Schuh & Schwartz, 2016
- Eremotylus glaber Schuh & Schwartz, 2016
- Eremotylus hibbertii Schuh & Schwartz, 2016
- Eremotylus mosmanensis Schuh & Schwartz, 2016
- Eremotylus stuarti Schuh & Schwartz, 2016